# Gang Related (televisieserie)
Gang Related is een Amerikaanse politieserie die van 22 mei 2014 tot 14 augustus 2014 op Fox werd uitgezonden.

## Verhaal
De serie neemt ons mee in het dagelijkse leven van de multi-agency Gang Task Force van de elite politie van Los Angeles, geleid door Sam Chapel en meer in het bijzonder in dat van Ryan Lopez, een wees die is opgevangen door Javier Acosta, leider van de Los Angelicos-bende. De functie van Ryan binnen de ploeg is om de Angelicos te waarschuwen voor elke interventie van de vijandelijke politie of bende om hen te beschermen. Maar al snel zal de verdenking op hem vallen en zijn affaire met Jessica Chapel, de dochter van Sam, zal de operaties van Ryan ernstig in gevaar brengen en zijn dekmantel is permanent in gevaar.

## Rolverdeling
| Acteur            | Personage             |
| ----------------- | --------------------- |
| Ramón Rodríguez   | Ryan Lopez            |
| Jay Hernandez     | Daniel Acosta         |
| RZA               | Cassius Green         |
| Sung Kang         | Tae Kim               |
| Inbar Lavi        | Veronica 'Vee' Dotsen |
| Reynaldo Gallegos | Carlos Acosta         |
| Shantel VanSanten | Jessica Chapel        |
| Cliff Curtis      | Javier Acosta         |
| Terry O'Quinn     | Sam Chapel            |
| Emilio Rivera     | Tio Gordo             |